# 死亡沼澤
死亡沼澤（英語：Dead Marshes）是托爾金奇幻小說裡中土大陸的一處沼澤，位於魔多和艾明莫爾之間，佛羅多、山姆和咕嚕在前往魔多途中曾路經此處。

## 歷史概述
死亡沼澤位於魔多黑門和艾明莫爾山脈（英語：Emyn Muil）兩處的中間地帶。在第二紀元末期，人類與精靈組成的「最後聯盟」跟黑魔王索倫的半獸人大軍在達哥拉平原上展開了一場大戰，當戰役結束後，不斷蔓延的沼澤吞沒了戰死者的墳墓，使當地變成了恐怖的死亡沼澤。
第三紀元，亞拉岡在死亡沼澤處抓住了他多年尋找未果、自魔多逃出的生物咕嚕（英語：Gollum），並將其帶至幽暗密林。
至魔戒聖戰時期，持有至尊魔戒的佛羅多與山姆經咕嚕引導，穿越死亡沼澤，在那裡他們見到了四處飄浮的鬼火及在水中浮現的死者面孔。

## 靈感
作者托爾金曾於一封信件中表示，對於死亡沼澤的描述有部分靈感是來自於他在第一次世界大戰中的親身經歷，尤其是在「索姆河戰役之後的法國北部」。

## 改編
在彼得·傑克森的電影《魔戒二部曲：雙城奇謀》中，死亡沼澤主要是在紐西蘭哈特村的一處停車場內拍攝的，布景部門動用了1萬1千個沙包來堆砌出死亡沼澤的外觀；之後又在石頭街片廠作了另一處死亡沼澤布景，以拍攝死者面孔的特寫。而片裡死亡沼澤的空中鏡頭則是取景自紐西蘭的克普勒泥地。

## 外部連結
- 死亡沼澤 （页面存档备份，存于）在Tolkien Gateway上的條目（英文）